# 畑江五郎
畑江 五郎（はたえ ごろう、1915年 - 1980年11月9日）は、日本の競走馬生産者、馬主。

## 人物
兵庫県神戸市出身。慶應義塾大学法学部卒業後の1941年、北海道・日高に渡り、牧場を開設して学生時代から思い描いていた競走馬生産を始める。牧場を開設するにあたり、当時の馬産牧場の最大手であり名門でもあった小岩井農場からフロラヴァースを譲り受けるなどして自身の理想を実現しようと力を入れていた。
第二次世界大戦末期の1944年、赤紙が届く。出征前、牧場所有の繁殖牝馬を保存しておくように家族に命じていたという。
畑江は中国大陸での戦闘に従事。1945年の第二次世界大戦終結後、ソ連軍の捕虜となり、シベリア抑留を経験することとなる。1948年にシベリアから復員し、北海道日高へ戻ると、GHQによる農地解放政策のために自身の牧場を失うこととなっていた。
しかし、畑江は懸命に手を尽くしてフロラヴァース産駒の牝馬であるサンキストを探し出し、稗田牧場に預けたうえで、みずからは札幌馬主協会に馬主登録を行い、ホースオーナーとして再出発した。そのサンキストにトサミドリ（1949年 皐月賞、菊花賞優勝馬）を配合して1955年に誕生したのがガーネツトである。ガーネツトは1959年の天皇賞（秋）、有馬記念を連勝、その年の啓衆社賞最優秀5歳以上牝馬に輝き、繁殖牝馬となってからも子孫にメイショウサムソン（2006年東京優駿などGI4勝）を出すなど、その血は現代にも伝わっており、畑江の期待に違わぬ活躍を見せた。
畑江はその後、札幌馬主協会副会長と中央競馬馬主協会連合会理事を務め、1979年には“世界に通用する日本の競走馬育成”を柱とする議論を行うために日本中央競馬会に設けられた「馬事振興研究会」座長に就任している。
1980年11月9日、東京都港区の北里研究所付属病院にて心不全により死去。65歳没。

## 著書
- 『勝つ競馬――サラブレッドに強くなる本』（1976年 光風社書店）